# Stora Hornsberg

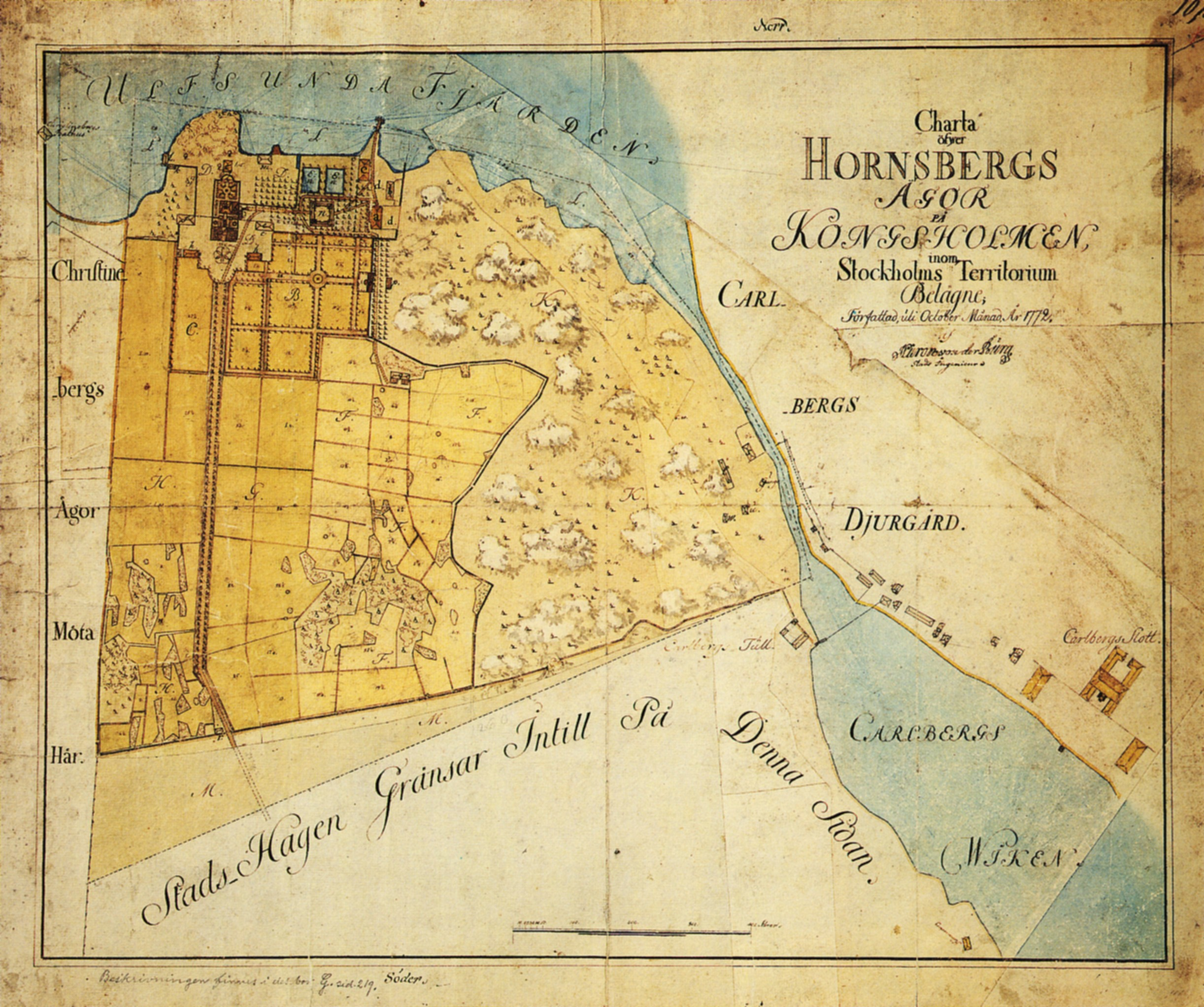
Stora Hornsbergs ägor 1772.

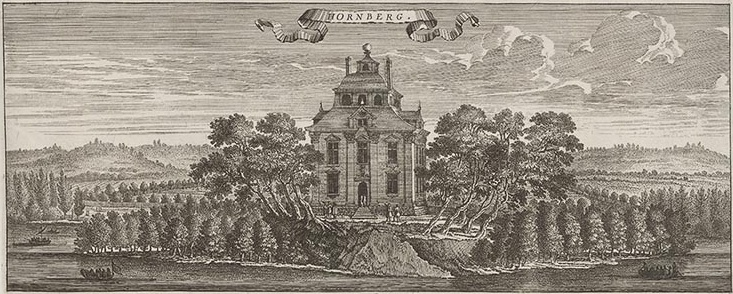
Stora Hornsberg i Suecia antiqua et hodierna.

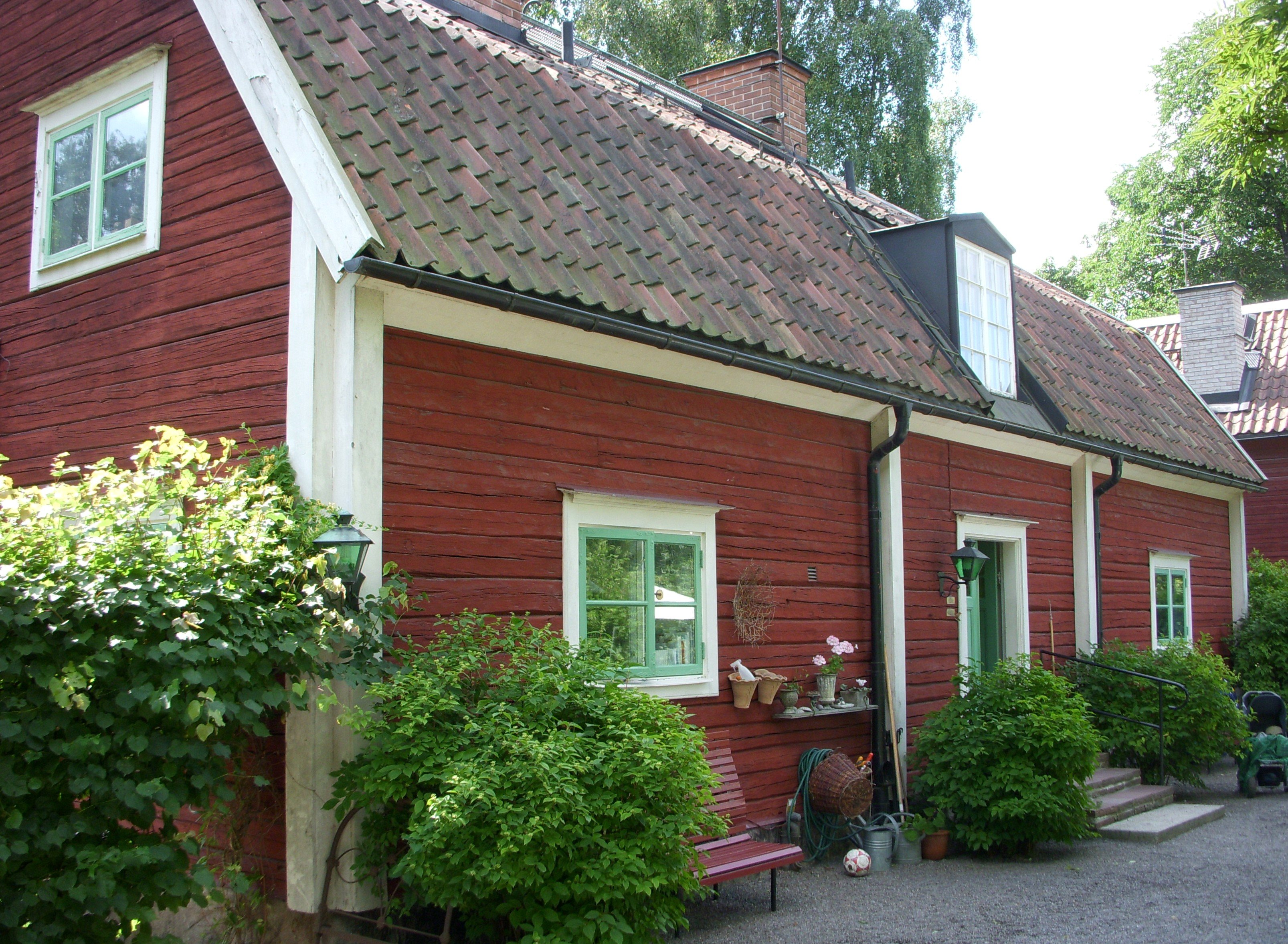
Lilla Hornsberg.

Stora Hornsberg, även kallat Hornsbergs slott, var en av Stockholms malmgårdar som fanns fram till 1890-talet på Kungsholmens nordvästra hörn med läge mot Ulvsundasjön. 
Lilla Hornsberg var slottets vaktstuga vid Karlbergskanalen och är den enda byggnaden som finns kvar idag.

## Stora Hornsberg
Kronan hade redan 1646 skänkt Hornsbergs område till riksrådet Gustav Horn. Slottet uppfördes på Horns initiativ under 1600-talets andra hälft med Jean de la Vallée som arkitekt. Då anlades även en praktfull barockträdgård. Byggnaden hade två flyglar och uppfördes i klassicistisk, holländsk stil med Riddarhuset i Stockholm som förebild. Efter Horns död stod slottet periodvis oanvänt och trädgården utarrenderades. 1731 tillbringade Carl von Linné några veckor här bland växterna för att bedriva botaniska studier.
På 1750-talet anlades bredvid slottet en textilfabrik som senare gjordes om till sockerbruk. Till en början kom råmaterialet till sockret, rörsocker, från  Kuba och Bahia. Senare användes svenska sockerbetor. Stora Hornsberg och sockerfabriken revs 1890 i samband med uppförandet av Stora Bryggeriet.

## Lilla Hornsberg
Lilla Hornsberg var ursprungligen slottets vaktstuga på sydvästra sidan om Karlbergskanalen men avskiljdes från slottets ägor på 1760-talet. Därefter var det en sjökrog med namnet Fördärvet, ett inte helt ovanligt namn vid den tiden, för här kunde man fördärva sin ekonomi. Namnet talar för sig och hör till samma kategori som Fördärvet på Långholmen, Pungpinan och Sista styvern. Carl Mikael Bellman har sjungit om Lilla Hornsberg. 
I mitten av 1900-talet var byggnaden fallfärdig. Ärendet togs upp i stadsfullmäktige 1952. Beslutet blev restaurering och huset uppläts till Författarnas hus. Författarna blev kvar i huset till 1989. Sedan 1990 hyrs Lilla Hornsberg av  De litterära sällskapens samarbetsnämnd (DELS). Gården kallas numera även Författargården och används som bostad och möteslokal tillsammans med en ditflyttad träbyggnad som tidigare funnits vid Stigbergsgatan 22 på Södermalm. Husen förvaltas av AB Stadsholmen.